# Heterotremata
Heterotremata è una sottosezione di crostacei decapodi brachiuri.

## Tassonomia
A questa sottosezione appartengono le seguenti superfamiglie:
- Aethroidea
- Bellioidea
- Bythograeoidea
- Calappoidea
- Cancroidea
- Carpilioidea
- Cheiragonoidea
- Corystoidea
- Dairoidea
- Dorippoidea
- Eriphioidea
- Gecarcinucoidea
- Goneplacoidea
- Hexapodoidea
- Hymenosomatoidea
- Leucosioidea
- Majoidea
- Orithyioidea
- Palicoidea
- Parthenopoidea
- Pilumnoidea
- Portunoidea
- Potamoidea
- Pseudocarcinoidea
- Pseudozioidea
- Retroplumoidea
- Trapezioidea
- Trichodactyloidea
- Trichopeltarioidea
- Xanthoidea